# Kibichūō
Kibichūō (吉備中央町, Kibichūō-chō) est un bourg du district de Kaga, dans la préfecture d'Okayama, au Japon.

## Géographie

### Démographie
Au 1er février 2015, la population de Kibichūō s'élevait à 11 976 habitants répartis sur une superficie de 268,78 km2.